# Vécsey Ernő
Vécsey Ernő (Budapest, 1910. december 25. – Budapest, 1977. február 23.) magyar zeneszerző, zongoraművész, pedagógus.

## Pályafutása
Vécsey Sándor karmester örökbefogadott és Kovács Zsófia törvényes fia. A Zeneakadémiára tizenkét éves korában nyert felvételt, itt Székely Arnoldnak volt a növendéke. Miután befejezte tanulmányait, bejárta Európát és a Közel-Keletet számos könnyűzenei együttessel zongoristaként és karmesterként. 1933-ban tért vissza Magyarországra, itthon Heinemann Sándor zenekarában volt zongoraszólista. 1936-tól hanglemezfelvételei is készültek, 1942-től vezetője volt a Radiola Tánczenekarnak. 1945–46-ban a vendéglátóipari szórakoztatásban tevékenykedett. 1947-től oktatott a Hivatásos Zenészek Zeneiskolájában, 1960-tól pedig az Országos Szórakoztatózenei Központ stúdiójában tanított éneket és zongorát. 1963–67-ben karmesterként működött a győri Kisfaludy Színháznál. Mint zeneszerző, az 1940-es évektől lett ismert. Több száz táncdala közül sokból sláger lett (Én mindig Pestről álmodom, Nem tagadom, Béka-szerenád), számos világslágerhez ő írta a magyar szöveget. Nagy népszerűségnek örvendtek zenés vígjátékai, az ő nevéhez fűződik Gershwin első magyarországi bemutatása is (Rhapsody in Blue, Zeneakadémia, 1939).
Házastársa Schichler Ilona Erzsébet volt, akivel 1933. június 7-én Budapesten, az Erzsébetvárosban kötött házasságot.Második felesége Váradi Zsuzsa színésznő, előadóművész, dalszövegíró volt.

## Szimfonikus műve
- Három arcod (1959)

## Zenés vígjátékai
- A jégeső nem akadály (1957)
- Az asszony többet keres (1961)
- Őszi napsütés (1961)
- Ismerem magát (1962)
- Legfeljebb elválunk (1962)
- Az igazi (1963)
- A szamárlétra (1964)
- Lúdas Matyi (1965)

## Könyve
- Jazz-zongora iskola (Balassa P. Tamással és Lelkes Péterrel, Bp., 1961)